# Centrodera sublineata
Centrodera sublineata är en skalbaggsart som beskrevs av Leconte 1862. Centrodera sublineata ingår i släktet Centrodera och familjen långhorningar. Inga underarter finns listade.